# Burgstall (Włochy)
Burgstall (wł. Postal) – miejscowość i gmina we Włoszech, w regionie Trydent-Górna Adyga, w prowincji Bolzano.
Liczba mieszkańców gminy wynosiła 1715 (dane z roku 2009). Język niemiecki jest językiem ojczystym dla 73,99%, włoski dla 25,64%, a ladyński dla 0,37% mieszkańców (2001).